# Birkbeck College
Birkbeck, Universidad de Londres (formalmente, Birkbeck College), es una universidad pública de investigación que forma parte de la Universidad de Londres, ubicada en Bloomsbury, Londres, Inglaterra.
Fundada en 1823 por Sir George Birkbeck, Jeremy Bentham, J. C. Hobhouse y Henry Brougham, como Instituto de Mecánica de Londres. Birkbeck ha sido una de las pocas instituciones especializadas en educación superior nocturna.
El edificio principal de Birkbeck se encuentra en la zona de Bloomsbury de Camden, en el centro de Londres. En asociación con la Universidad de East London, Birkbeck tiene un campus adicional en Stratford, junto al Teatro Royal Stratford East.
Birkbeck ofrece más de 200 programas de pregrado y posgrado que pueden estudiarse a tiempo parcial o completo, casi todas las clases se imparten por la noche. Las actividades académicas de Birkbeck se organizan en cinco facultades que se subdividen en diecinueve departamentos. También ofrece muchos cursos de educación continua. 
Tiene 11 áreas temáticas; más del 90 por ciento de los académicos de Birkbeck son investigadores activos. Birkbeck, al ser parte de la Universidad de Londres, comparte los estándares académicos y otorga títulos de la Universidad de Londres. Al igual que las otras universidades de la Universidad de Londres, Birkbeck también obtuvo sus propios poderes de otorgamiento de títulos independientes, que fueron confirmados por el Consejo Privado en julio de 2012. En 2005 y 2010 la calidad de los títulos otorgados por Birkbeck fue confirmada por la Agencia de Garantía de Calidad del Reino Unido luego de auditorías institucionales.
Birkbeck ha sido preseleccionado por los "Times Higher Education Awards" como universidad del año. Birkbeck es miembro de organizaciones académicas como la Asociación de Universidades de Commonwealth y la Asociación Europea de Universidades. 
En el año 2005, el Centro de investigación para la función cerebral y el desarrollo de la Universidad, fue galardonado con el Premio Aniversario de la Reina por su investigación cerebral.
Birkbeck ha producido muchos alumnos notables en los campos de la ciencia, derecho, política, economía, literatura y arte. Entre sus alumnos y profesores se incluyen cuatro laureados con el Premio Nobel, numerosos líderes políticos, miembros del Parlamento del Reino Unido y un Primer Ministro británico.